# Čestmír Vycpálek
Čestmír Vycpálek (Prága, 1921. május 15. – Palermo, Olaszország, 2022. május 5.) cseh labdarúgó, csatár, edző.

## Pályafutása

### Játékosként
A Novoměstský SK csapatában kezdte a labdarúgást. 1937 és 1940 között a Slavia Praha, 1941-ben az SK Židenice, 1942–43-ban a Slavia, 1943–44-ben az AC Nitra labdarúgója volt. 1944 november és 1945 áprilisa között a dachaui koncentrációs tábor foglya volt. 1945–46-ban ismét a Slavia csapatában szerepelt. A Slavia csapatával öt csehszlovák bajnoki címet és két kupagyőzelmet ért el.
1946-tól Olaszországban játszott. 1946–47-ben a Juventus, 1947 és 1952 között a Palermo, 1952 és 1958 között a Parma játékosa volt.

### Edzőként
1957–58-ban a Parma játékosaként kezdte az edzői pályafutását. 1958 és 1960 között a Palermo, 1960–61-ban az US Siracusa, 1962 és 1964 között az AC Nuova Valdagno vezetőedzője volt. 1964 és 1967 között a Palermo ifjúsági csapatának, 1967 és 1970 között a Juve Bagheria, 1970-ben a Mazara szakmai munkáját irányította.
1970–71-ben a Juventus ifjúsági csapatának az edzője, majd 1971 és 1974 között az első csapat vezetőedzője volt. A Juvével két olasz bajnoki címet szerzett. Az 1972–73-es idényben a bajnokcsapatok Európa-kupája döntőjéig vezette a csapatot.

## Magánélete
Fia Cestino, 1972. május 5-én Palermo közelében légi szerencsétlenség áldozata lett. Čestmír Vycpálek 2002. május 5-én, pont ennek a 30. évfordulóján hunyt el Palermóban.

## Sikerei, díjai

### Játékosként
Slavia Praha
- Csehszlovák bajnokság
  - bajnok (5): 1939–40, 1940–41, 1941–42, 1942–43, 1946–47
  - 2. (2): 1943–44, 1945–46
- Csehszlovák kupa
  - győztes (2): 1941, 1942

 Juventus
- Olasz bajnokság (Serie A)
  - 2.: 1946–47

 Palermo
- Olasz bajnokság – másodosztály (Serie B)
  - bajnok: 1947–48

 Parma
- Olasz bajnokság – harmadosztály (Serie C)
  - bajnok: 1953–54

### Edzőként
- Seminatore d'oro (1971–72)

 Juventus
- Olasz bajnokság (Serie A)
  - bajnok (2): 1971–72, 1972–73
  - 2.: 1973–74
- Bajnokcsapatok Európa-kupája
  - döntős: 1972–73